# Алихан Турлов
Алихан (ум. после 1675 года) — правитель государственного образования со столицей в Мехельте, потомок аварских ханов. Алихан был третьим сыном и наследником Турурава I.
Алихан и его братья упоминаются в документе от 1658 года, когда заявили себя «вассалами» русского царя, через грузинского царя Теймураза: «Из горские де земли били челом великому государю на ево государево имя три брата Загастунка, да Алибечко, да Алханко, да племянник их Кучбарка: аманаты де их взяты на Терек, а ныне де они живут великого государя на земле на Чачане. И о той земле били челом они великому государю, чтоб тое землю ево государевы люди у них не отъимали и не обижали и рыбу б им всякую ловить. И как и иные черкасы и казаки великому государю служат, так бы им государеву службу служить. И великий государь пожаловал, велел им дать свою государеву грамоту, чтоб их нихто не изобижал, и рыба им ловить». Но все это носило еще сугубо формальный характер, пока не разразился русско-иранский конфликт по поводу Сунженского острога.
Князь Алихан Турлов упоминается первый раз под 1658 год, а в последний раз — под 1675 год.Известно, что этот Алихан был женат на княжне Пахай — дочери Хана, члена шамхальского рода — сына известного князя Казаналпа Эндиреевского. С ней он, однако, затем развелся, из-за её непростого характера. Скорее всего, от другой своей жены князь Алихан имел двух сыновей.
В связи с иранским вторжением в восточную Грузию, царю Теймуразу пришлось бежать в горы к вайнахским племенам, а после и вовсе в Москву, просить помощи тамошнего царя. В начале 70-х гг. XVII века в Грузии активизировались влиятельные политические силы, стремившиеся посадить прорусского царевича Ираклия на трон. Эти силы имели своих сторонников и на северных склонах Кавказского хребта. Чеченский князь Алихан Турлов, рекомендовавший себя «другом и братом» царевича Ираклия, писал ему в Москву: «А всегда от эриставова сына послы приходят ко мне, и у меня есть слова к тебе говорить и тебя видеть желаю». В другом письме Алихан повторяет: «эристав тебя, царевича, призывает да все грузины заодно тебя царевича хотят учинить царем, ...мысль свою ко мне отпиши...».
Один из сыновей Алихана, носил имя Мухаммад. Другой сын Алихана — Турурав. При жизни отца он сидел в горном Мехельта и правил прилегающей горной территорией, в связи с чем напрашивается мысль, что наследником старшего князя на землях Гумбета и Чечни считался первоначально именно он, то есть Турурав — сын Алихана Турлова. Ситуацию изменило здесь, однако, то, что этот Турурав — правитель Гумбета 2-й половины XVII века, небольшой части территории Сулакского бассейна, возымел намерение подчинить своей власти вейнахское племя чеберлоевцев и обложить их данью — хараджем в свою пользу, а также — поступить аналогичным образом в отношении и соседнего Андийского «общества», которое подчинялось издавна нуцалам Аваристана напрямую. Когда «эмир» Турурав Гумбетовский — сын князя Алихана, в конце концов, вступил со своим войском, состоявшим из нескольких сотен человек — дружинников и ополченцев, на земли андийского села Гагатль и встал там лагерем, местные «снайперы», которые были специально отправлены на дело вождем «общества» андийцев, — главную роль играл при этом Гимбат Гагатлинский — убили названного князя из засады, выстрелом из кремнёвого ружья. После этого гумбетовское войско — гласит андийское предание — находившееся под командованием убитого таким хитрым образом Турурава, было якобы практически полностью перебито. Правителем андийцев был избран Али-Бег, ставший основателем новой династии владетелей этого народа и носивший титул Шамхал. Согласно народным преданиям, правители андийцев, начиная с шамхала (султана) Али-Бега до Хаджику, разговаривали на языке равнины (то есть кумыкском).
Умер Алихан после 1675 года. По мнению Т.М.Айтберова, ему наследовал Бартихан, якобы его племянник. По другой версии Батырхан был кумыкским правителем.